# حواء (مجلة)
مجلة حواء هي مجلة نسائية أسبوعية تصدر عن دار الهلال بالقاهرة منذ سنة 1954.

## المجلة
تأسست المجلة على يد أمينة السعيد، التي كانت أول رئيس لتحريرها (من 1954 إلى 1969)، وصدر عددها الأول سنة 1954. وقد ظلت أمينة السعيد تنشر عمودًا أسبوعيًا بالمجلة حتى توفيت سنة 1995.
تهتم المجلة بأخبار الصحة والجمال والأسرة والموضة وإدارة المنزل من منظور نسائي.

## وصلات خارجية
- الموقع الرسمي للمجلة